# Szymon Goldberg
Szymon Goldberg   (Włocławek, 1 de juny de 1909 - Toyama, 19 de juliol de 1993) fou un violinista i director d'orquestra polonès nacionalitzat estatunidenc.
Nascut a Tsarat de Polònia, Goldberg tocava el violí quan era un nen que es feia gran a Varsòvia. El seu primer professor va ser Henryk Czaplinski, alumne del gran violinista txec Otakar Ševčík; el seu segon va ser Mieczysław Michałowicz, deixeble de Leopold Auer. El 1917, als vuit anys, Goldberg es va traslladar a Berlín per estudiar el violí amb el llegendari pedagog Carl Flesch. També va ser alumne de Josef Wolfsthal.
Després d'un recital a Varsòvia el 1921 i d'un debut amb la Filharmònica de Berlín el 1924 en què tocava tres concerts, va ocupar-se com a mestre de concerts de la Filharmònica de Dresden del 1925 al 1929. El 1929 se li va oferir el lloc de concertista de la Filharmònica de Berlín pel seu director principal, Wilhelm Furtwängler. Va acceptar el càrrec, exercint-lo a mitges amb Hugo Kolberg de 1930 a 1934. Durant aquests anys, també va actuar en un trio de corda amb Paul Hindemith a la viola i Emanuel Feuermann al violoncel, i també va dirigir un quartet de corda de membres de la Filharmònica de Berlín.
L'ascens del Tercer Reich va obligar Goldberg a deixar l'orquestra el 1934, malgrat els intents de Furtwängler de salvaguardar els membres jueus de l'orquestra. Després, va fer una gira per Europa amb la pianista Lili Kraus. Va debutar als Estats Units a Nova York el 1938 al "Carnegie Hall". Mentre estava a les antigues Índies Orientals dels Països Baixos, va formar el Quartet Goldberg, juntament amb Robert Pikler a la viola, Louis Mojzer al violoncel i Eugenie Emerson, al piano. Pikler i Mojzer eren hongaresos i Emerson era nord-americà. Aquest Quartet de piano va recórrer les principals ciutats de Java, abans de la invasió i ocupació japoneses. La primera esposa de Goldberg va ser un artista i escultora hàbil. Va ser internada al camp de dones de Tjihapita Bandung, juntament amb la família de Mojzer. Mentre Goldberg i Kraus feien una gira per Àsia, ells i les seves famílies van ser internats a Java pels japonesos del 1942 al 1945.
Va fer una gira per Austràlia durant tres mesos el 1946. Finalment va anar als Estats Units i es va convertir en ciutadà nord-americà naturalitzat el 1953. Del 1951 al 1965 va ensenyar a l'"Aspen Music School". Al mateix temps, era actiu com a director d'orquestra. El 1955 va fundar lOrquestra de Cambra dels Països Baixos a Amsterdam, que va dirigir fins al 1979. També va fer el conjunt en moltes gires. Des dels anys 1977 fins al 1979 va ser director de la Manchester Camerata.
Va ensenyar a la Universitat Yale del 1978 al 1982, a la Juilliard School de Nova York del 1978 al 1989 al Curtis Institute of Music de Filadèlfia del 1980 al 1981 i a la "Manhattan School of Music" de Nova York a partir del 1981. Des del 1990 fins a la seva mort, va dirigir la Nova Filharmònica del Japó a Tòquio.
La seva primera dona va morir als anys vuitanta després d'una llarga malaltia. El 1988 es va casar amb la seva segona esposa, el pianista japonès Miyoko Yamane (1938-2006), antic alumne de Rudolf Serkin i Rudolf Kolisch ; van residir principalment a Filadèlfia (amb visites anuals al Japó) fins al 1992, quan es van traslladar a Toyama, Japó. Va morir a Toyama el 1993, als 84 anys.
Va fer diversos enregistraments, sobretot una famosa sèrie de sonates de Mozart i Beethoven amb Lili Kraus abans de la Segona Guerra Mundial, les tres sonates de Brahms amb Artur Balsam (Brunswick AXTL 1082) i peces de Mozart i Schubert amb Radu Lupu (amb qui va actuar com a duo en concert) als anys setanta. La Filharmònica de Berlín, en un homenatge al seu antic concertista del 2014, va escriure que en la música de Bach i Mozart, Goldberg "aportava un equilibri i una bellesa de to que semblaven perfecció. De fet, era el millor violinista de Mozart, amb la gràcia felina essencial per a les sonates per a violí, els concerts i la Sinfonia concertante".
Posseïa i tocava el violí "Baron Vitta" Giuseppe Guarneri (Guarneri del Gesù); després de la seva mort, la seva vídua la va lliurar a la Biblioteca del Congrés.